# Saab 340
Dimensions
Le Saab 340 est un avion de ligne bimoteur à hélice, mu par deux turbopropulseurs, destiné à couvrir de courtes distances. Il a été produit par un partenariat entre Saab et Fairchild Aircraft. Après que cette dernière compagnie a cessé son activité, l'intégralité de la construction fut transférée à l'usine Saab de Linköping, en Suède.

## Histoire
La création de ce projet a débuté en 1981 entre Fairchild Aircraft et Saab Linkoping et par ITEP Colomiers en France pour le support maintenance. Il a été baptisé SAABFAIRCHILD340 après la reprise par SAAB des activités de Fairchild. Ensuite le projet a été rebaptisé SAAB340. Deux versions ont été choisies : le SAAB 340A pour la version courte et le SAAB 340B pour la version longue.
Les deux versions ont totalisé ensemble 250 avions en service en 1989, date à laquelle la documentation de maintenance a été rapatriée en Suède.
Il est certain que SAAB 340A et SAAB 340B ensemble ont totalisé 459 unités en 1998 date à laquelle la production a été arrêtée.

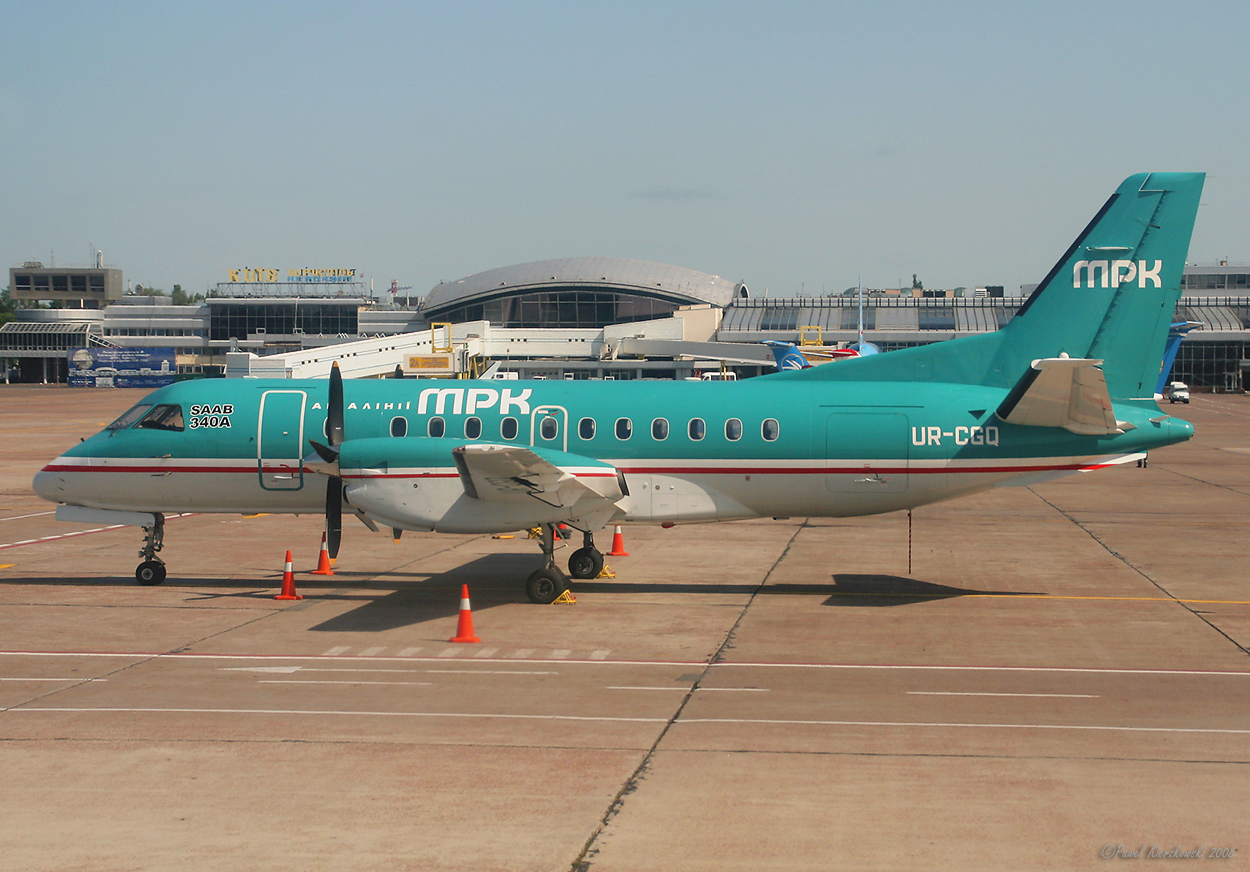
Un SAAB 340A de la compagnie ukrainienne Mars RK, en 2008.

Les versions SAAB 340A et SAAB 340B ont servi de support à l'éditeur de documentation aéronautique Français « ITEP » pour mettre au point les techniques d'éditique informatisées des années 1990.
Après un premier vol puis une mise en service le 25 janvier 1983, une version plus performante fut développée et mise en service dès 1989 sous la désignation 340 B. Cette seconde version bénéficia d'une motorisation plus puissante, transmise à des hélices Dowty Aerospace quadripales, et d'une autonomie accrue.
Après 459 unités produites la firme cessa la production en 1998. Le modèle est encore utilisé par de nombreuses compagnies aériennes dans le monde.
Entre autres sous-traitants, les équipementiers et principaux acteurs des différentes versions sont, pour la navigation, principalement américains.

## Caractéristiques
La cellule métallique pressurisée très classique accueille une voilure basse anguleuse, à dièdre positif, et un empennage bas. Elle peut recevoir un aménagement cargo, passagers (rangées 2-1) ou pour personnalité (very important person en anglais) (rangées 1-1).

## Variante militaire Saab 340 Erieye

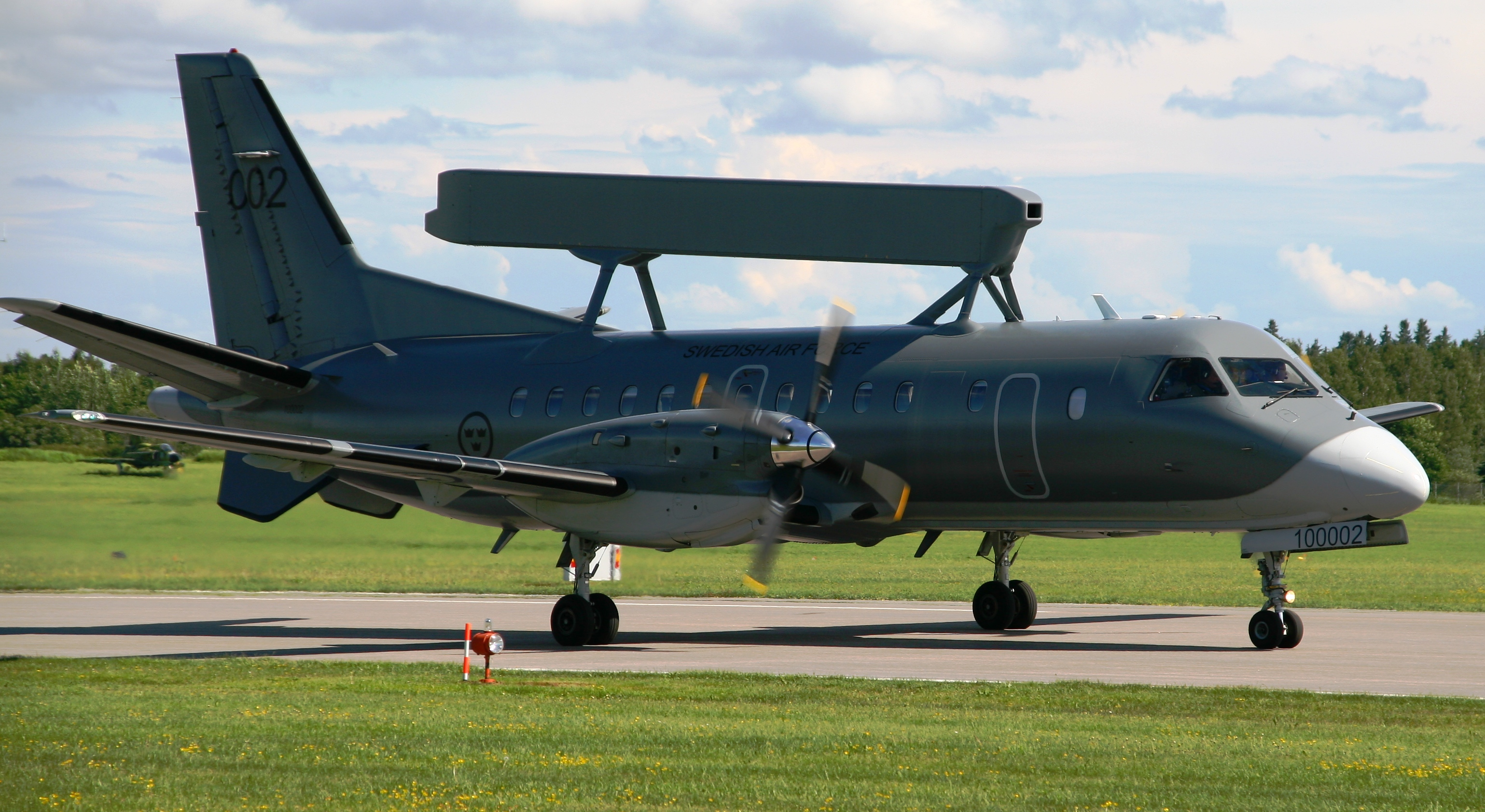
Un S-100B suédois en 2010.

Une version de système de détection et de commandement aéroporté comporte un radar Erieye (en) sur le dos, le Saab 340 AEW&C, a été construite à douze unités.
- Pakistan : sept Saab 2000 en service
- Suède : La Suède est équipée de quatre appareils de ce type, dénommés S-100B Argus.
- Thaïlande : deux S-100 sont en service dans la force aérienne royale thaïlandaise depuis 2012.
- Émirats arabes unis : trois retirés en 2020.
- Fin mai 2024, la Suède annonce qu'elle va donner des ASC890 à l'Ukraine[2].

## Accidents et incidents
- Le 4 avril 1994, un Saab 340B assurant le vol KLM Cityhopper 433 rate un atterrissage forcé à Aéroport d'Amsterdam-Schiphol après une alerte erronée indiquant que le moteur n°2 souffrait d'une faible pression d'huile. Le commandant de bord et deux des 21 passagers périssent dans l'accident.

- Le 18 mars 1998, le vol Formosa Airlines 7623, reliant Hsinchu à Kaohsiung (Taïwan), s'écrase en mer peu après son décollage, ne laissant aucun survivant parmi les treize passagers et membres d'équipage à bord.

- Le 10 janvier 2000, le vol 498 de la compagnie suisse Crossair reliant Zurich (Suisse) à Dresde (Allemagne), assuré par un Saab 340B (immatriculé HB-AKK), et opéré pour le compte de Moldavian Airlines s'écrase peu après son décollage, près de Niederhasli. Aucun des sept passagers et trois membres d'équipage n'a survécu. Cet accident a fait l'objet d'un épisode de la saison 13 d'Air Crash Investigation, intitulé Perte de repères[3].

- Le 18 mai 2011, le vol Sol Líneas Aéreas 5428 reliant Neuquén à Comodoro Rivadavia s'écrase près de Prahuaniyeu en Argentine, causant la mort des 22 occupants. Il s'agit de l'accident le plus meurtrier impliquant un Saab 340.